# Уайтсайд, Хассан
Хассан Ниам Уайтсайд (англ. Hassan Niam Whiteside; род. 13 июня 1989 года в Гастонии, штат Северная Каролина, США) — американский профессиональный баскетболист.

## Ранние годы
Хассан Уайтсайд начал играть в баскетбол в средней школе в Гастонии, Северная Каролина. Тогда он жил с матерью и шестью родными братьями и сёстрами. На первый год обучения в старшей школе он переехал с отцом в Ньюарк, Нью-Джерси. Там он играл в старшей школе Ист Сайда и набирал в среднем за игру в сезоне 2006/2007 по 18 очков, 10 подборов, 5,5 блок-шотов. Затем в сезоне 2007/2008 он вернулся в Северную Каролину.

## Профессиональная карьера

### Сакраменто Кингз, Д-Лига и другие
24 июня 2010 года Уайтсайд был задрафтован под общим 33-м номером командой «Сакраменто Кингз». 19 июля он подписал контракт с «Королями» на четыре года на общую сумму 3,8 миллионов долларов, первые два года были гарантированными, за них он получил 1,76 миллионов долларов.
29 ноября 2010 года Уайтсайд был отправлен в фарм-клуб «Рино Бигхорнс» из Д-Лиги. 9 января 2011 года был отозван обратно в «Сакраменто Кингз».
5 марта 2011 года Уайтсайду сделали операцию для восстановления частично порванного сухожилия в левом колене, из-за которой он почти полностью пропустил сезон. Он всего лишь раз появился на паркете в матчах за «Сакраменто Кингз» в его первый год в НБА.
В январе 2012 года он опять отправился в «Рино Бигхорнс». 4 февраля снова вернулся в «Сакраменто».
16 июля 2012 года был отчислен из «Сакраменто Кингз».
25 сентября 2014 года подписал негарантированный контракт с «Мемфис Гриззлис». В предсезонных играх выходил на площадку 5 раз, записывая в свой актив в среднем по 3,4 очка и 3 подбора. В НБА за «Мемфис» он ни разу не сыграл и был отчислен 22 октября 2014 года.

### Майами Хит (2014—2019)

#### Сезон 2014/2015
24 ноября 2014 года Уайтсайд подписал контракт с «Майами Хит». 13 декабря он был отправлен в Д-Лигу в команду «Су-Фолс Скайфорс», однако он был отозван обратно уже через два дня, проведя одну игру, в которой за 26 минут успел оформить дабл-дабл из 21 очка и 12 подборов. 4 января 2015 года он сделал свой первый дабл-дабл в НБА (11 очков, 10 подборов) в победном матче с «Бруклин Нетс».
11 января 2015 года он забросил рекордные для себя 23 очка, а также сделал 16 подборов, 2 перехвата и 2 блок-шота в матче против «Лос-Анджелес Клипперс». 25 января 2015 года он сделал свой первый трипл-дабл, набрав 14 очков, 13 подборов, 12 блок-шотов в выигранном матче против «Чикаго Буллз». Одновременно с этим 12 блок-шотов стали новым рекордом «Майами Хит». Также Уайтсайд стал всего-лишь 4-м игроком за последние 25 лет, которому удалось собрать коллекцию из как минимум 12 очков, 12 подборов и 12 блок-шотов за игру и 2-м после Мануте Бола кому удалось сделать 12 блок-шотов выйдя со скамейки и проведя менее 25 минут на площадке (Бол сделал 13 блоков за 23 минуты). 4 февраля он обновил свой рекорд результативности, набрав 24 очка, реализовав 12 из 13 бросков с игры, и добавив к ним 20 подборов, но это не спасло команду от поражения против клуба «Миннесота Тимбервулвз». Уайтсайд стал седьмым игроком в истории «Майами Хит», которому покорился рубеж из 20 очков и 20 подборов за матч.
2 марта Уайтсайд вступил в драку с Алексеем Ленем из «Финикс Санз» после того, как Хассан вколотил данк через Леня, а тот отмахнулся от Уайтсайда и попал ему по лицу, оба игрока были удалены с площадки. На следующий день они оба были оштрафованы лигой на 20 тысяч долларов Лень за провоцирования драки и на 15 тысяч долларов Уайтсайд за то, что поддался на провокацию со стороны соперника. 10 марта он был отстранён от участия в играх на один матч без выплаты зарплаты за инцидент, произошедший накануне в матче против «Бостон Селтикс», когда Уайтсайд толкнул в спину центрового соперника Келли Олиника. В голосовании за приз самому прогрессирующему игроку НБА сезона 2015—2016 Хассан Уайтсайд занял 4-е место, уступив победителю Джимми Батлеру, а также Дрэймонду Грину и Руди Гоберу. В свой 1-й сезон в НБА за «Майами Хит» Уайтсайд имел в среднем дабл-дабл за матч (11,8 очков и 10 подборов).

#### Сезон 2015/2016
1 ноября 2015 года Уайтсайд снова обновил свой рекорд результативности, набрав 25 очков в матче против «Хьюстон Рокетс», его действия помогли одержать «Майами» победу с разницей в 21 очко. 17 ноября он оформил свой 2-й трипл-дабл в НБА, набрав 22 очка, 14 подборов и 10 блоков в проигранном матче против «Миннесоты Тимбервулвз». Хассан Уайтсайд стал 7-м игроком в истории НБА, которому удавалась сделать больше одного трипл-дабла, составленного из очков, подборов и блок-шотов. 11 декабря он 2 раза блокировал броски игроков «Индиана Пэйсерс», что позволило продлить серию игр с как минимум 2-я блок-шотами за игру с начала сезона до 21 матча, больше чем у него матчей было только у Марка Итона (24-е в сезоне 1988/1989) и у Шакила О’нила (23-и в сезоне 1992/1993). Однако уже в следующей игре против «Мемфис Гриззлис» его серия прервалась.
15 января 2016 года Уайтсайд записал в свой актив 3-й трипл-дабл в карьере из 19 очков, 17 подборов и 11 заблокированных бросков в выигранном матче против «Денвер Наггетс». С 22 января по 2 февраля Уайтсайд пропустил 6 игр регулярного сезона из-за травмы левого бедра. 3 февраля он вернулся на паркет, а уже 5 декабря он сделал свой очередной (3-й в сезоне и 4-й в карьере) трипл-дабл из 10 очков, 10 подборов и 10 блок-шотов, выйдя со скамейки в матче против «Шарлотт Хорнетс». Этим достижением он стал 2-м игроком в истории НБА, которому покорились как минимум 2 матча с 10 или более блок-шотами, сделанными игроком, вышедшим со скамейки запасных (рекорд принадлежит Мануте Болу, у него 11 таких матчей).

### Портленд Трэйл Блэйзерс (2019—2020)
6 июля 2019 года Уайтсайд был обменян в «Портленд Трэйл Блэйзерс» в результате четырёхсторонней сделки. 29 ноября 2019 года Уайтсайд набрал 8 очков, 15 подборов и рекордные в сезоне 10 блок-шотов. Эти 10 блок-шотов стали новым клубным рекордом «Блэйзерс», предыдущее достижение (9 блок-шотов) принадлежало Биллу Уолтону.

### Возвращение в «Сакраменто Кингз» (2020—2021)
27 ноября 2020 года «Сакраменто Кингз» подписали с Хассаном Уайтсайдом однолетний контракт на минимальных условиях.

### Юта Джаз (2021—2022)
6 августа 2021 года Уайтсайд подписал контракт с командой «Юта Джаз».

### Пиратас де Кебрадильяс (2023)
14 марта 2023 года Уайтсайд подписал контракт с «Пиратас де Кебрадильяс» из высшего дивизиона чемпионата Пуэрто-Рико. 14 февраля 2024 года объявил о завершении игровой карьеры.

## Статистика

### Статистика в НБА
| Сезон                                                                                    | Команда    | Регулярный сезон | Регулярный сезон | Регулярный сезон | Регулярный сезон | Регулярный сезон | Регулярный сезон | Регулярный сезон | Регулярный сезон | Регулярный сезон | Регулярный сезон | Регулярный сезон | Серия плей-офф | Серия плей-офф | Серия плей-офф | Серия плей-офф | Серия плей-офф | Серия плей-офф | Серия плей-офф | Серия плей-офф | Серия плей-офф | Серия плей-офф | Серия плей-офф |
| Сезон                                                                                    | Команда    | GP               | GS               | MPG              | FG%              | 3P%              | FT%              | RPG              | APG              | SPG              | BPG              | PPG              | GP             | GS             | MPG            | FG%            | 3P%            | FT%            | RPG            | APG            | SPG            | BPG            | PPG            |
| ---------------------------------------------------------------------------------------- | ---------- | ---------------- | ---------------- | ---------------- | ---------------- | ---------------- | ---------------- | ---------------- | ---------------- | ---------------- | ---------------- | ---------------- | -------------- | -------------- | -------------- | -------------- | -------------- | -------------- | -------------- | -------------- | -------------- | -------------- | -------------- |
| 2010/11                                                                                  | Сакраменто | 1                | 0                | 1,8              | -                | -                | -                | 0,0              | 0,0              | 0,0              | 0,0              | 0,0              | Не участвовал  | Не участвовал  | Не участвовал  | Не участвовал  | Не участвовал  | Не участвовал  | Не участвовал  | Не участвовал  | Не участвовал  | Не участвовал  | Не участвовал  |
| 2011/12                                                                                  | Сакраменто | 18               | 0                | 6,1              | 44,4             | -                | 41,7             | 2,2              | 0,0              | 0,2              | 0,8              | 1,6              | Не участвовал  | Не участвовал  | Не участвовал  | Не участвовал  | Не участвовал  | Не участвовал  | Не участвовал  | Не участвовал  | Не участвовал  | Не участвовал  | Не участвовал  |
| 2014/15                                                                                  | Майами     | 48               | 32               | 23,8             | 62,8             | -                | 50,0             | 10,0             | 0,1              | 0,6              | 2,6              | 11,8             | Не участвовал  | Не участвовал  | Не участвовал  | Не участвовал  | Не участвовал  | Не участвовал  | Не участвовал  | Не участвовал  | Не участвовал  | Не участвовал  | Не участвовал  |
| 2015/16                                                                                  | Майами     | 73               | 43               | 29,1             | 60,6             | -                | 65,0             | 11,8             | 0,4              | 0,6              | 3,7              | 14,2             | 10             | 10             | 29,1           | 68,1           | -              | 59,1           | 10,9           | 0,3            | 0,8            | 2,8            | 12,0           |
| 2016/17                                                                                  | Майами     | 77               | 77               | 32,6             | 55,7             | -                | 62,8             | 14,1             | 0,7              | 0,7              | 2,1              | 17,0             | Не участвовал  | Не участвовал  | Не участвовал  | Не участвовал  | Не участвовал  | Не участвовал  | Не участвовал  | Не участвовал  | Не участвовал  | Не участвовал  | Не участвовал  |
| 2017/18                                                                                  | Майами     | 54               | 54               | 25,3             | 54,0             | 100,0            | 70,3             | 11,4             | 1,0              | 0,7              | 1,7              | 14,0             | 5              | 5              | 15,4           | 45,0           | -              | 61,5           | 6,0            | 0,2            | 0,0            | 1,2            | 5,2            |
| 2018/19                                                                                  | Майами     | 72               | 53               | 23,3             | 57,1             | 12,5             | 44,9             | 11,3             | 0,8              | 0,6              | 1,9              | 12,3             | Не участвовал  | Не участвовал  | Не участвовал  | Не участвовал  | Не участвовал  | Не участвовал  | Не участвовал  | Не участвовал  | Не участвовал  | Не участвовал  | Не участвовал  |
| 2019/20                                                                                  | Портленд   | 67               | 61               | 30,0             | 62,1             | 57,1             | 68,6             | 13,5             | 1,2              | 0,4              | 2,9              | 15,5             | 5              | 3              | 21,2           | 54,2           | 100,0          | 50,0           | 7,0            | 0,4            | 0,2            | 2,0            | 6,8            |
| 2020/21                                                                                  | Сакраменто | 36               | 4                | 15,2             | 56,3             | 0,0              | 51,9             | 6,0              | 0,6              | 0,3              | 1,3              | 8,1              | Не участвовал  | Не участвовал  | Не участвовал  | Не участвовал  | Не участвовал  | Не участвовал  | Не участвовал  | Не участвовал  | Не участвовал  | Не участвовал  | Не участвовал  |
| 2021/22                                                                                  | Юта        | 65               | 8                | 17,9             | 65,2             | -                | 62,3             | 7,6              | 0,4              | 0,3              | 1,6              | 8,2              | 6              | 0              | 10,9           | 41,7           | -              | 25,0           | 5,2            | 0,0            | 0,3            | 1,3            | 1,8            |
|                                                                                          | Всего      | 511              | 332              | 24,7             | 58,6             | 30,8             | 60,5             | 10,8             | 0,6              | 0,5              | 2,2              | 12,6             | 26             | 18             | 20,8           | 59,2           | 100,0          | 56,0           | 7,9            | 0,2            | 0,4            | 2,0            | 7,3            |
| Наведите курсор мыши на аббревиатуры в заголовке таблицы, чтобы прочесть их расшифровку. |            |                  |                  |                  |                  |                  |                  |                  |                  |                  |                  |                  |                |                |                |                |                |                |                |                |                |                |                |

### Статистика в Д-Лиге
| Сезон                                                                                    | Команда                   | Регулярный сезон | Регулярный сезон | Регулярный сезон | Регулярный сезон | Регулярный сезон | Регулярный сезон | Регулярный сезон | Регулярный сезон | Регулярный сезон | Регулярный сезон | Регулярный сезон | Серия плей-офф | Серия плей-офф | Серия плей-офф | Серия плей-офф | Серия плей-офф | Серия плей-офф | Серия плей-офф | Серия плей-офф | Серия плей-офф | Серия плей-офф | Серия плей-офф |
| Сезон                                                                                    | Команда                   | GP               | GS               | MPG              | FG%              | 3P%              | FT%              | RPG              | APG              | SPG              | BPG              | PPG              | GP             | GS             | MPG            | FG%            | 3P%            | FT%            | RPG            | APG            | SPG            | BPG            | PPG            |
| ---------------------------------------------------------------------------------------- | ------------------------- | ---------------- | ---------------- | ---------------- | ---------------- | ---------------- | ---------------- | ---------------- | ---------------- | ---------------- | ---------------- | ---------------- | -------------- | -------------- | -------------- | -------------- | -------------- | -------------- | -------------- | -------------- | -------------- | -------------- | -------------- |
| 2010/11                                                                                  | Рино Бигхорнс             | 14               | 3                | 10,5             | 50,9             | -                | 41,2             | 2,7              | 0,1              | 0,2              | 2,1              | 4,4              | Не участвовал  | Не участвовал  | Не участвовал  | Не участвовал  | Не участвовал  | Не участвовал  | Не участвовал  | Не участвовал  | Не участвовал  | Не участвовал  | Не участвовал  |
| 2011/12                                                                                  | Рино Бигхорнс             | 11               | 5                | 18,9             | 52,1             | -                | 34,3             | 6,5              | 0,4              | 0,5              | 2,9              | 7,8              | Не участвовал  | Не участвовал  | Не участвовал  | Не участвовал  | Не участвовал  | Не участвовал  | Не участвовал  | Не участвовал  | Не участвовал  | Не участвовал  | Не участвовал  |
| 2012/13                                                                                  | Су-Фолс Скайфорс          | 7                | 3                | 16,4             | 66,7             | -                | 64,0             | 7,7              | 0,3              | 0,7              | 1,4              | 10,3             | Не участвовал  | Не участвовал  | Не участвовал  | Не участвовал  | Не участвовал  | Не участвовал  | Не участвовал  | Не участвовал  | Не участвовал  | Не участвовал  | Не участвовал  |
| 2012/13                                                                                  | Рио-Гранде Вэллей Вайперс | 29               | 0                | 10,6             | 53,3             | 0,0              | 67,9             | 4,7              | 0,2              | 0,3              | 2,0              | 5,7              | Не участвовал  | Не участвовал  | Не участвовал  | Не участвовал  | Не участвовал  | Не участвовал  | Не участвовал  | Не участвовал  | Не участвовал  | Не участвовал  | Не участвовал  |
| 2014/15                                                                                  | Айова Энерджи             | 3                | 3                | 28,7             | 85,7             | -                | 66,7             | 15,7             | 0,3              | 0,7              | 5,3              | 22,0             | Не участвовал  | Не участвовал  | Не участвовал  | Не участвовал  | Не участвовал  | Не участвовал  | Не участвовал  | Не участвовал  | Не участвовал  | Не участвовал  | Не участвовал  |
| 2014/15                                                                                  | Су-Фолс Скайфорс          | 1                | 1                | 26,0             | 90,9             | -                | 50,0             | 12,0             | 2,0              | 0,0              | 4,0              | 21,0             | Не участвовал  | Не участвовал  | Не участвовал  | Не участвовал  | Не участвовал  | Не участвовал  | Не участвовал  | Не участвовал  | Не участвовал  | Не участвовал  | Не участвовал  |
|                                                                                          | Всего                     | 65               | 15               | 13,7             | 59,0             | 0,0              | 55,3             | 5,5              | 0,2              | 0,4              | 2,3              | 7,2              | Не участвовал  | Не участвовал  | Не участвовал  | Не участвовал  | Не участвовал  | Не участвовал  | Не участвовал  | Не участвовал  | Не участвовал  | Не участвовал  | Не участвовал  |
| Наведите курсор мыши на аббревиатуры в заголовке таблицы, чтобы прочесть их расшифровку. |                           |                  |                  |                  |                  |                  |                  |                  |                  |                  |                  |                  |                |                |                |                |                |                |                |                |                |                |                |

### Статистика в колледже
| Сезон                                                                                   | Команда | GP | GS | MPG  | FG%  | 3P%  | FT%  | RPG | APG | SPG | BPG | PPG  |  |
| --------------------------------------------------------------------------------------- | ------- | -- | -- | ---- | ---- | ---- | ---- | --- | --- | --- | --- | ---- |  |
| 2009/10                                                                                 | Маршалл | 34 | 23 | 26,1 | 52,4 | 60,0 | 58,8 | 8,9 | 0,3 | 0,6 | 5,4 | 13,2 |  |
|                                                                                         | Всего   | 34 | 23 | 26,1 | 52,4 | 60,0 | 58,8 | 8,9 | 0,3 | 0,6 | 5,4 | 13,2 |  |
| Наведите курсор мыши на аббревиатуры в заголовке таблицы, чтобы прочесть их расшифровку |         |    |    |      |      |      |      |     |     |     |     |      |  |

### Статистика в других лигах
| Сезон                                                                                   | Команда      | Лига             | GP | GS | MPG  | FG%  | 3P% | FT%  | RPG  | APG | SPG | BPG | PPG  |  |
| 2012/13                                                                                 | Амчит        | Чемпионат Ливана | 4  | 4  | 31,4 | 60,4 | -   | 66,7 | 12,5 | 1,8 | 0,3 | 3,5 | 17,0 |  |
| 2013/14                                                                                 | Аль-Муттахед | Чемпионат Ливана | 16 | 15 | 35,3 | 54,3 | 0,0 | 57,8 | 14,8 | 1,5 | 0,8 | 4,1 | 20,6 |  |
|                                                                                         |              | Всего            | 20 | 19 | 34,5 | 55,3 | 0,0 | 58,9 | 14,4 | 1,6 | 0,7 | 4,0 | 19,9 |  |
| Наведите курсор мыши на аббревиатуры в заголовке таблицы, чтобы прочесть их расшифровку |              |                  |    |    |      |      |     |      |      |     |     |     |      |  |

### Трипл-даблы (4)
все 4 в регулярных сезонах
| № | Сезон   | Дата           | Клуб       | Соперник              | Счёт   | Мин | Очки | Пд | РП | Пх | БШ |
| - | ------- | -------------- | ---------- | --------------------- | ------ | --- | ---- | -- | -- | -- | -- |
| 1 | 2014/15 | 25 января 2015 | Майами Хит | Чикаго Буллз          | 96-84  | 25  | 14   | 13 | 0  | 0  | 12 |
| 2 | 2015/16 | 17 ноября 2015 | Майами Хит | Миннесота Тимбервулвз | 91-103 | 34  | 22   | 14 | 0  | 0  | 10 |
| 3 | 2015/16 | 15 января 2016 | Майами Хит | Денвер Наггетс        | 98-95  | 38  | 19   | 17 | 2  | 1  | 11 |
| 4 | 2015/16 | 5 февраля 2016 | Майами Хит | Шарлотт Хорнетс       | 98-95  | 27  | 10   | 10 | 0  | 0  | 10 |